# Paruromys dominator
Paruromys dominator är en däggdjursart som först beskrevs av Thomas 1921.  Paruromys dominator är ensam i släktet Paruromys som ingår i familjen råttdjur. IUCN kategoriserar arten globalt som livskraftig. Inga underarter finns listade. Arten är nära släkt med vanliga råttor (Rattus) och listas därför av Wilson & Reeder (2005) i Rattus-gruppen inom underfamiljen Murinae.

## Beskrivning
Paruromys dominator lever endemisk på Sulawesi (Celebes) där den främst vistas i skogar mellan havsnivån och trädgränsen. Arten uppsöker även odlade områden.
Med en kroppslängd (huvud och bål) av 20 till 26 cm, en svanslängd av 24 till 31 cm och en vikt av 350 till 500 gram är arten störst bland alla råttdjur som förekommer på ön. Den korta och mjuka pälsen har på ovansidan en gråbrun färg medan buken och extremiteternas insida är vitaktiga. Svansen är vid roten mörk och vid spetsen ljus. Paruromys dominator skiljer sig även i detaljer av skallens och tändernas konstruktion från släktet Rattus.
Arten går på marken och klättrar i växtligheten. Den bygger ett näste av blad på marken eller i jordhålor. Födan utgörs bara av frukter.
I vissa regioner av Sulawesis fångas råttdjuret för köttets skull men arten äts inte av den muslimska befolkningen.